# Paromalus sobrinus
Paromalus sobrinus är en skalbaggsart som beskrevs av Lewis 1888. Paromalus sobrinus ingår i släktet Paromalus och familjen stumpbaggar. Inga underarter finns listade i Catalogue of Life.